# Шикінью (футболіст, 2000)
Франсі́шку Жо́ржі Тава́ріш Оліве́йра (порт. Francisco Jorge Tavares Oliveira), більш відомий як Шикі́нью (порт. Chiquinho; нар. 5 лютого 2000) — португальський футболіст, вінгер клубу «Алверка».

## Клубна кар'єра

### «Ештуріл»
Вихованець лісабонського «Спортінга». 2019 року приєднався до системи «Ештуріла». 18 січня 2020 року дебютував в основному складі «Ештуріла» в матчі Сегунда-ліги проти «Коїмбри», вийшовши на заміну Жуніньйо. 9 лютого в поєдинку проти клубу «Каза Піа» забив свій перший гол у професіональній кар'єрі. 1 квітня 2020 року продовжив контракт з «Ештурілом» до 2022 року. В сезоні 2020–21 допоміг команді виграти Сегунда-лігу, здобувши підвищення в класі.
4 серпня 2021 року продовжив контракт з клубом до літа 2025 року. 7 серпня в матчі проти «Ароки» дебютував у Прімейра-лізі. 27 серпня 2021 року в поєдинку проти «Марітіму» вперше відзначився м'ячем у Прімейра-лізі.

### «Вулвергемптон Вондерерз»
18 січня 2022 року перейшов в англійський клуб «Вулвергемптон Вондерерз», підписавши контракт на 3,5 років. Сума трансферу становила 2,9 млн фунтів стерлінгів, а з урахуванням бонусів могла збільшитись до 4,2 млн. 5 лютого дебютував за нову команду в матчі Кубка Англії проти «Норвіч Сіті», вийшовши на заміну Леандеру Дендонкеру. 10 лютого 2022 року в поєдинку проти лондонського «Арсенала» дебютував в англійській Прем'єр-лізі.

#### Оренди в «Сток Сіті» та «Фамалікан»
22 липня 2023 року відправився в сезонну оренду в клуб Чемпіоншипу «Сток Сіті». 5 серпня 2023 року дебютував за нову команду в матчі Чемпіоншипу проти «Ротергем Юнайтед», вийшовши на заміну Раяну Ммає. Провівши лише чотири поєдинки за клуб 1 вересня був достроково відкликаний з оренди.
1 вересня 2023 року на правах оренди перейшов у португальський «Фамалікан» до кінця сезону. 16 вересня 2023 року дебютував за «Фамалікан» в матчі Прімейра-ліги проти «Ріу Аве», замінивши Оскара Аранду. 4 листопада 2023 року в поєдинку Прімейра-ліги проти «Жил Вісенте» забив свій перший гол за клуб. За підсумками січня 2024 року був визнаний молодим гравцем місяця в Прімейра-лізі. Всього відзначився п'ятьма м'ячами у 27 матчах за «Фамалікан».

#### Оренда в «Мальорку»
30 серпня 2024 року відправився у сезонну оренду в іспанську «Мальорку». 23 вересня 2024 року дебютував за «Мальорку» в матчі Ла-Ліги проти клубу «Реал Бетіс», вийшовши на заміну Дані Родрігесу. В липні 2025 року залишив «Мальорку», за яку провів 9 поєдинків.

### «Алверка»
Влітку 2025 року повернувся у Португалію, де 9 липня підписав трирічний контракт з «Алверкою», яка за підсумками попереднього сезону підвищилась в класі. 10 серпня дебютував за нову команду в матчі Прімейра-ліги проти «Морейренсі», вийшовши в стартовому складі.

## Кар'єра в збірній
Народився у Португалії та має кабовердійське походження. Виступав за збірні Португалії до 20 і до 21 року.

## Статистика виступів
Станом на 17 серпня 2025
| Клуб                    | Сезон             | Чемпіонат         | Чемпіонат | Чемпіонат | Кубок | Кубок | Кубок ліги | Кубок ліги | Єврокубки | Єврокубки | Інші  | Інші | Всього | Всього |
| Клуб                    | Сезон             | Дивізіон          | Матчі     | Голи      | Матчі | Голи  | Матчі      | Голи       | Матчі     | Голи      | Матчі | Голи | Матчі  | Голи   |
| ----------------------- | ----------------- | ----------------- | --------- | --------- | ----- | ----- | ---------- | ---------- | --------- | --------- | ----- | ---- | ------ | ------ |
| Ештуріл                 | 2019–20           | Сегунда-ліга      | 8         | 1         | 0     | 0     | 0          | 0          | —         | —         | —     | —    | 8      | 1      |
| Ештуріл                 | 2020–21           | Сегунда-ліга      | 13        | 0         | 2     | 1     | 1          | 0          | —         | —         | —     | —    | 16     | 1      |
| Ештуріл                 | 2021–22           | Прімейра-ліга     | 15        | 3         | 3     | 1     | 2          | 0          | —         | —         | —     | —    | 20     | 4      |
| Ештуріл                 | Всього            | Всього            | 36        | 4         | 5     | 2     | 3          | 0          | 0         | 0         | 0     | 0    | 44     | 6      |
| Вулвергемптон Вондерерз | 2021–22           | Прем'єр-ліга      | 8         | 0         | 1     | 0     | —          | —          | —         | —         | —     | —    | 9      | 0      |
| Вулвергемптон Вондерерз | 2024–25           | Прем'єр-ліга      | 1         | 0         | 0     | 0     | 1          | 0          | —         | —         | —     | —    | 2      | 0      |
| Вулвергемптон Вондерерз | Всього            | Всього            | 9         | 0         | 1     | 0     | 1          | 0          | 0         | 0         | 0     | 0    | 11     | 0      |
| → Сток Сіті             | 2023–24           | Чемпіоншип        | 3         | 0         | 0     | 0     | 1          | 0          | —         | —         | —     | —    | 4      | 0      |
| → Фамалікан             | 2023–24           | Прімейра-ліга     | 27        | 5         | 0     | 0     | 0          | 0          | —         | —         | —     | —    | 27     | 5      |
| → Мальорка              | 2023–24           | Ла-Ліга           | 8         | 0         | 1     | 0     | 0          | 0          | —         | —         | 0     | 0    | 9      | 0      |
| Алверка                 | 2025–26           | Прімейра-ліга     | 2         | 0         | 0     | 0     | 0          | 0          | —         | —         | —     | —    | 2      | 0      |
| Всього за кар'єру       | Всього за кар'єру | Всього за кар'єру | 85        | 9         | 7     | 2     | 5          | 0          | 0         | 0         | 0     | 0    | 97     | 11     |

## Досягнення
«Ештуріл»
- Переможець Сегунда-ліги: 2020–21

Особисті
- Молодий гравець місяця Прімейра-ліги: січень 2024